# Туризм в Уттаракханде

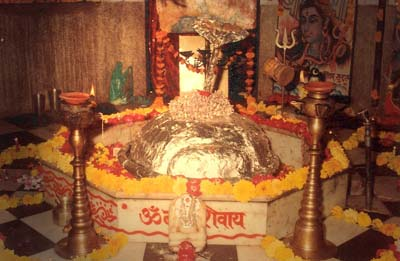
Монастырь Шри-Бхимы-Шанкар-Мохадев в городе Кашипур

Туризм в Уттаракханде является наибольшей составляющей экономики штата — отдых, поиск приключений и паломничество — развились здесь с древнейших времен и сейчас продолжают играть важную роль в экономике штата.
Национальный парк Джим-Корбетт и горные станции Найнитал, Массури, Алмора, Каусани, Бхимтал и Раникхет самые популярные места отдыха в Индии. Многочисленные горные вершины, высшей из которых является Нанда-Деви, привлекают альпинистов, любителей горных походов и скалолазания. В штате находятся национальные парки Долина Цветов и Нанда-Деви, в последнем туристов привлекает Озеро Скелетов, оба парка входят в список Всемирного наследия ЮНЕСКО. В целом штат является одним из самых популярных в стране мест для альпинизма и горного туризма, походов, рафтинга, экотуризма и агротуризма.

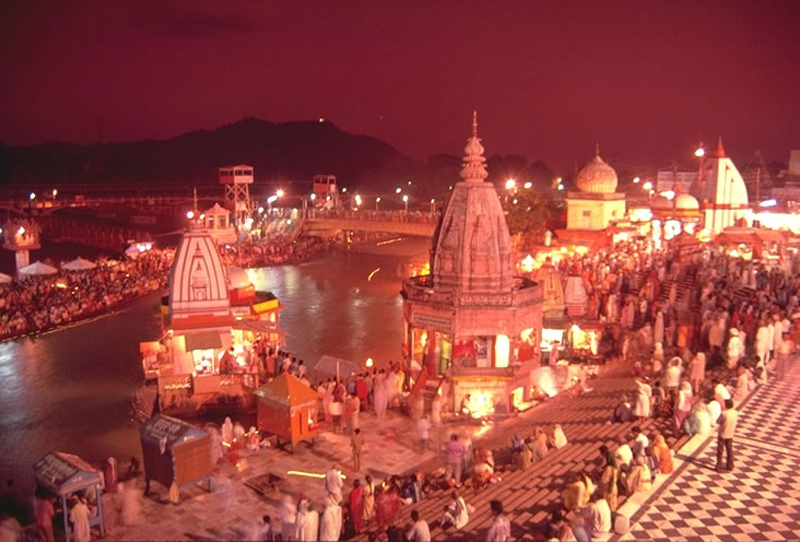
Вечерняя молитва в Хари-ли-пайти на берегу реки Ганг, Харидвар

Важную роль в экономике штата играет туризм, важнейший центр которого — расположенный на Ганге Харидвар, являющийся одним из 4 мест проведения всеиндийского фестиваля Кумбха-мела, в окрестностях которого располагается ряд священных для индуистов храмов. В 25 км от Харидвара находится Ришикеш, считающийся столицей йоги, в Ришикеше сосредоточены представительства многих индийских школ йоги.
В Уттаркханде имеется также ряд климатических курортов времён британского господства, таких как Найнитал, Алмора и Массури.
На территории штата в регионах Гархвал и Кумаон приблизительно на расстоянии от 150 до 300 км от Хардвара находится несколько важнейших индуистских паломнических ареалов, таких как, общеиндуистский Чар-дхам, шиваитский Панч-кедар, шактистский Шакти-питх и другие. Чар-дхам, что переводится как «четыре святыни», включает в себя 4 высокогорных храма в Ямунотри, Ганготри, Кедарнатхе и Бадринатхе, расположенных на высоте более 3000 метров. Чар-дхам считается местом пребывания богов и начала священных рек Индии. Исток Ямуны (Джамна) лежит поблизости от Ямунотри. Ганготри считается местом начала Ганги, расположена в 19 км от истока Бхагиратхи, Бхагиратхи называется Гангой после слияния с Мандакини (источник находится близ Кедарнатха) и Алаканандой (исток близ Бадринатха).
Уттаракханд по традиции называется «жилищем богов» (Devbhumi) и является одним из наиболее священных для индусов мест паломничества. Уже более двух тысяч лет паломники посещают регион с надежду достичь спасения и очищения в храмах Ганготри и Ямунотри, построенных на источниках рек Ганг и Джамна в высокогорьях штата, храмах Бадринатхе (посвящён Вишну) и Кедарнатхе (посвящённый Шиве), что вместе входят к паломническому маршруту Чета-Чаар-дхамму, одного из священный маршрутов индуизма. Город Ришикеш у Харидвар считается одним из главных центров йоги в Индии, что, наряду с самим Харидвар, также является популярным местом паломничества. В Харидваре каждые 12 лет проходит фестиваль Кумбха-мела, на который собираются миллионы паломников со всего мира. Местность Хемкунд в Гималаях имеет большое значение для сикхов, а храм Хааткалика в городе Ганголихат — для шактистив. Кроме этого в штате есть множество других храмов, большинство из которых посвящены различным проявлениям Шивы и Дурги, а упоминания о них относятся к старейшим легендам из текстов индуизма. Архитектура большинства из этих храмов типичная для Гималаев и отличается от остальных храмов Индии. Особенно выразительные архитектурные черты старейших храмов Джагешвара. Тибетский буддизм также имеет значение в штате — недавно недалеко от Дехрадуна был восстановлен филиал монастыря Миндролинг с высочайшей в мире буддистской ступой.